# Pucón
Pucón este un oraș și comună din provincia Cautín, regiunea La Araucanía, Chile, cu o populație de 22.081 locuitori (2012) și o suprafață de 1248,5 km2.